# مسيحي اسمي
تعرف لجنة لوزان للتبشير العالمي مصطلح مسيحي اسمي بأنه «الشخص الذي لم يرد في التوبة والإيمان بيسوع المسيح مخلصًا شخصيًا لنفسه». وتلاحظ لجنة لوزان للتبشير العالمي أن مثل هذا الشخص قد يكون عضوًا ممارسًا أو غير ممارس في الكنيسة. ويجوز له أن يعطي موافقة فكرية لعقائد مسيحية أساسية ويدعي أنه مسيحي. ويجوز له أن يكون وفيًا في حضور الشعائر الطقسية والخدمات العبادة، ويكون عضوًا فعال مشارك في شؤون الكنيسة. كما تقترح لجنة لوزان للتبشير العالمي أنَّ المسيحية الإسمية«يمكن العثور عليها أينما كانت الكنيسة أقدم من جيل واحد».

## تقديرات
يشير كل من باتريك جونستون وجايسون ماندريك إلى أن «المسيحية الاسمية» هي قضية رئيسية. وهم يؤكدون أن «العديد من السكان المسيحيين عادًة لا يعرفون شيئاً عن الإيمان الشخصي، التوبة الحقيقية، والثقة في العمل النهائي للمسيح لخلاصهم»، وتشير تقديراتهم إلى أن 1.2 مليار شخص هم مسيحيين إسميين غير ممارسين.

### دراسة مؤسسة غالوب 2013
بحسب دراسة قامت بها معهد غالوب الدولي عام 2013 وجدت أن المسيحيين هم الأكثر تدينًا بين أتباع الأديان الإبراهيمية من حيث نسب المتدينين بمختلف طوائفهم والتي بلغت 81% بينما كانت نسبة غير المتدينين أو المسيحيين الإسميين منهم 16%، يأتي المسلمون ثانياً بنسبة المتدينين بينهم والتي وصلت إلى 74% بالمئة مقابل 20% من غير المتدينيين، ويأتي اليهود ثالثاً بنسبة 38% من المتدينين و54% بالمئة من غير المتدينين.

### دراسة ذي إيكونوميست 2015
وفقًا للبيانات الصادرة عن المسح الاجتماعي الأوروبي في عام 2012، وجدت أنّ حوالي 75% من سكان أوروبا أو 585 مليون نسمى قالوا أنهم مسيحيون وتبين أن حوالي ثلث المسيحيين الأوروبيين يقولون إنهم يحضرون الخدمات مرة في الشهر أو أكثر أي 190 مليون، بالمقارنة مع يقرب من ثلثي مسيحيي أمريكا اللاتينية وحوالي 90% من المسيحيين الأفارقة قالوا إنهم يحضرون طقوس الكنيسة بإنتظام.
وعلاوة على ذلك، فإن الأرقام من مسح القيم العالمية (WVS)، والتي تغطي 86,000 شخصًا في 60 بلدًا، تشير إلى المسيحيين متدينيين بشكل ملحوظ فعبر خمسة بلدان أفريقية والتي تتوفر عنها بيانات (غانا، ونيجيريا، ورواندا، وجنوب أفريقيا وزيمبابوي) وقال 90% من الأشخاص الذين يطلقون على أنفسهم مسيحيين أنهم يحضرون الطقوس الدينية في الكنيسة بإنتظام. في هذه المناطق المذكورة سابقًا فيها 469 مليون مسيحي يتردد على الكنيسة في إنتظام. كما ويعيش حوالي 335 مليون مسيحي يتردد على الكنائس في أمريكا اللاتينية أي حوالي ثلي مسيحيين أمريكا اللاتينية.
بحسب الأرقام من مسح القيم العالمية؛ يتردد المسيحيون الأرثوذكس في أوروبا على الكنائس مقارنًة في الكاثوليك بأقل من 14 نقطة مئوية، على النقيض من ذلك يتردد البروتستانت الإنجيليين، على الكنائس في سبع نقاط مئوية أكثر من الكاثوليك.

### دراسة مركز بيو للأبحاث
وجدت الدراسة أنه غالبًا ما يكون هناك فجوات بين الجنسين في مستوى التدين، لكنها قليلة، وتتجه في مجملها إلى كون النساء أكثر تدينًا من الرجال المسيحيين؛ حيث يواظب حوالي 46% من الرجال المسيحيين البالغين 20 وما فوق على الحضور الأسبوعي في الكنائس لخدمات العبادة، مقابل 53% من النساء المسيحيات. فيما يخص الإلتزام في الصلاة يواظب حوالي 51% من الرجال المسيحيين على الصلاة اليوميَّة، مقابل 61% من النساء المسيحيات. وجدت الدراسة أنَّ حوالي 50% من المسيحيين في العالم يواظبُون على الحضور الأسبوعي للخدمات الدينيَّة في الكنائس، مقابل 56% من المسلمين في العالم يواظبُون على الحضور الأسبوعي للخدمات الدينيَّة في المساجد.
بحسب دراسة مركز بيو للأبحاث كان المسيحيين الأكثر إلتزامًا دينياً في العالم في إفريقيا وأمريكا اللاتينية والولايات المتحدة. ويميل المسيحيون في إفريقيا وأمريكا اللاتينية إلى الصلاة بشكل أكثر تكرارية، ويحضرون الخدمات الدينية بشكل أكثر انتظامًا ويعتبرون أن للدين أهمية في حياتهم أكثر بالمقارنة مع المسيحيين في أماكن أخرى من العالم. في نفس الوقت، لدى المسيحيين في الولايات المتحدة مستويات عالية نسبياً من الالتزام بإيمانهم. في الطرف الآخر، كانت المستويات الدينية الأدنى بين المسيحيين في أوروبا، حيث أن الملتزمين دينياً والمداومين على الذهاب للكنائس (18%) هم أقلية صغيرة في أوروبا الغربية.
وفقاً لتقرير قام به مركز بيو للأبحاث المسيحية في الديانة السائدة في أوروبا الغربية، حيث قال 71% من الأشخاص في 15 دولة أوروبية، أنهم يعتبرون أنفسهم مسيحيين في عام 2017. وبالمجمل أعتبر حوالي 46% أنفسهم مسيحيين اسميين وقال حوالي 18% أنه يُداوم على حضور القداس.